# Анна III
Анна III (д/н — 1767) — 16-й нгола (володар) незалежної держави Ндонго і 12-й нгола держави Матамба в 1758—1767 роках.

## Життєпис
Походила з династії Гутерреш. Була донькою нголи Анни II. Відомостей про неї обмаль. 1756 року претендувала на трон, але владу отримала її названа сестра Вероніка II.
1758 року влаштувала заколот, поваливши сестру-правительку, яку було страчено. Про 9-річне панування Анни III обмежені відомості. Сприяла посиленню португальського впливу, підтримувала активні контакти з губернаторами Луанди.
1767 року її небіж Кальвете ка Мбанді влаштував заколот, поваливши Анну III, яка загинула. Її доньки Камана і Мурілі втекли напівденний захід, де відродили самостійну державу Ндонго.